# Руис, Рохелио
Рохелио Руис Вакера (исп. Rogelio Ruiz Vaquera; род. 20 августа 1950, Торреон, Коауила) — мексиканский футболист, вратарь. Участник летних Олимпийских игр 1972 года.

## Биография
Рохелио Руис родился 20 августа 1950 года в мексиканском городе Торреон.
Играл в футбол на позиции вратаря. В 1971—1977 годах играл в чемпионате Мексики за «Сантос Лагуна». Сезон-1977/78 провёл в «Пуэбле», сезон-1979/80 — в «УАНЛ Тигрес», завоевав серебро чемпионата.
В 1972 году вошёл в состав сборной Мексики по футболу на летних Олимпийских играх в Мюнхене, поделившей 7-8-е места. Провёл один матч против сборной СССР, пропустил 4 мяча. Этот поединок стал для Руиса единственным в национальной команде.

## Достижения

### Командные
УАНЛ Тигрес
- Серебряный призёр чемпионата Мексики (1): 1980